# Пикалин (хутор)
Пикалин — хутор в Шовгеновском муниципальном районе Республики Адыгея России. Входит в состав Дукмасовского сельского поселения.

## География
Стоит на правом берегу реки Гиага. Фактически слился с хутором Мамацев.
Уличная сеть слаборазвита. Степная улица — по географической реалии.

## Население
| 2002 | 2010 | 2013 | 2014 | 2015 | 2016 | 2017 |
| ---- | ---- | ---- | ---- | ---- | ---- | ---- |
| 70   | ↘59  | ↗60  | →60  | ↘59  | ↘58  | ↗59  |
| 2018 | 2019 | 2020 | 2021 | 2023 | 2024 |      |
| ↗61  | ↘53  | ↗55  | ↗65  | ↘64  | ↘63  |      |

## Инфраструктура
Личное подсобное хозяйство с зоной сельскохозяйственного использования, индивидуальная застройка усадебного типа.
Основа экономики — сельское хозяйство.
Объекты социальной инфраструктуры (AFG? школа) — в соседнем хуторе Мамацев.

## Транспорт
Хутор доступен автотранспортом.